# Манвиль-ла-Пипар
Манви́ль-ла-Пипа́р (фр. Manneville-la-Pipard) — коммуна во Франции, находится в регионе Нижняя Нормандия. Департамент коммуны — Кальвадос. Входит в состав кантона Бланжи-ле-Шато. Округ коммуны — Лизьё.
Код INSEE коммуны — 14399.

## Население
Население коммуны на 2010 год составляло 319 человек.
| 1962 | 1968 | 1975 | 1982 | 1990 | 1999 | 2010 |
| ---- | ---- | ---- | ---- | ---- | ---- | ---- |
| 230  | 236  | 213  | 290  | 317  | 348  | 319  |

## Экономика
В 2010 году среди 208 человек трудоспособного возраста (15—64 лет) 148 были экономически активными, 60 — неактивными (показатель активности — 71,2 %, в 1999 году было 73,4 %). Из 148 активных жителей работали 142 человека (78 мужчин и 64 женщины), безработных было 6 (3 мужчин и 3 женщины). Среди 60 неактивных 12 человек были учениками или студентами, 26 — пенсионерами, 22 были неактивными по другим причинам.